# Особняк Криндача
Особняк Криндача (рос. Особняк Криндача) — об'єкт культурної спадщини регіонального значення в місті Новочеркаську Ростовської області (Росія). Одноповерховий будинок розташований по вулиці Отаманській, 46.

## Історія
Особняк був побудований на початку XX століття. Його власником був Єгор Іванович Криндач, який обіймав посаду адвоката в цивільних справах, також займався громадською роботою в галузі народної освіти. Історія зберегла згадки про те, що Єгор Криндач був членом правління Товариства з розповсюдження корисних книг Області Війська Донського. Товариство розпочало свою роботу в 1876 році, а через два роки стало називатися Товариством сприяння народній освіті Області Війська Донського. Єгор Криндач пройшов шлях від посади заступника голови до голови товариства в 1902 році. На початку свого існування організація займалася тим, що відкривала книжкові склади і магазини. З 1923 року і впродовж десятиліть в особняку Криндача перебував протитуберкульозний диспансер. 
У 1992 році будівлю було визнано об'єктом культурної спадщини регіонального значення згідно з Рішенням Ростовського обласної Ради народних депутатів. 
За станом на початок XXI століття, колишній особняк Криндача почав поступово руйнуватися. У 2015 році почалася реконструкція з метою створення на його місці двоповерхової будівлі, пристосованого під потреби готелю, розрахованого на 30 місць. Роботи було вирішено проводити з урахуванням рішення про збереження головного фасаду першого поверху. Новий готель отримав назву «Платов». Незадовго до офіційного відкриття готелю в кінці грудня 2015 року, в його приміщенні сталася пожежа, яку вдалося ліквідувати.

## Опис
Особняк Криндача побудований в стилі модерн. Будинок одноповерховий з симетричним фасадом, в центрі якого розташовується вхід. Карниз декорований дугоподібними вставками. Над карнизом зведений аттик і парапет.